# بخش مرکزی شهرستان آق‌قلا
بخش مرکزی شهرستان آق‌قلا یکی از بخش‌های شهرستان آق‌قلا در استان گلستان ایران است.

## تقسیمات کشوری
- بخش مرکزی شهرستان آق‌قلا
  - دهستان آق التین
  - دهستان شیخ موسی
  - دهستان گرگان بوی

شهر: آق قلا
روستا های دهستان گرگان بوی؛عثمان آباد قربان آباد آق‌تکه‌خان

## جمعیت
بنابر سرشماری مرکز آمار ایران، جمعیت بخش مرکزی شهرستان آق‌قلا در سال ۱۳۸۵ برابر با ۸۴۵۵۹ نفر بوده‌است.